# Decapauropus minimus
Decapauropus minimus är en mångfotingart som beskrevs av Imre Loksa 1966. Decapauropus minimus ingår i släktet Decapauropus och familjen fåfotingar. Inga underarter finns listade i Catalogue of Life.